# Dystasia cambodgensis
Dystasia cambodgensis är en skalbaggsart som beskrevs av Stefan von Breuning och Chûjô 1968. Dystasia cambodgensis ingår i släktet Dystasia och familjen långhorningar. Inga underarter finns listade i Catalogue of Life.